# Bennett Miller
Bennett Miller, född 30 december 1966 i New York, är en amerikansk filmregissör främst känd för filmen Capote från 2005, som nominerades till en Oscar för bästa regi. Miller fick ytterligare en Oscarnominering för bästa regi för filmen Foxcatcher från 2014.
Han har känt manusförfattaren Dan Futterman och skådespelaren Philip Seymour Hoffman sedan han var barn.

## Filmografi i urval
- 1998 – The Cruise (dokumentär)
- 2005 – Capote
- 2011 – Moneyball
- 2014 – Foxcatcher